# Gli occhi del delitto
Gli occhi del delitto (Jennifer 8) è un film del 1992 diretto da Bruce Robinson.

## Trama
L'ispettore di polizia John Berlin è sull'orlo di esaurimento dopo il crollo del suo matrimonio. Su invito di un vecchio amico e collega, Freddy Ross, Berlin si trasferisce da Los Angeles ad Eureka, in una piccola cittadina nel nord della California, per un lavoro presso la locale polizia. Qui spera di immergersi in una routine più tranquilla e rilassante, ma Berlin punge i suoi nuovi colleghi, in particolare John Taylor, che è stato trasferito per la promozione al fine di fare spazio a Berlin.
Dopo aver trovato la mano mozzata di una donna in un sacco della spazzatura nella discarica locale, Berlin riapre il caso di una ragazza assassinata non identificata, soprannominata "Jennifer", rimasto irrisolto nonostante uno sforzo di sei mesi a tempo pieno da parte del dipartimento. Berlin nota un numero insolitamente elevato di cicatrici sulla mano, così come l'usura delle punte delle dita che capisce derivano dalla lettura del Braille, determinando che la ragazza è cieca. Comincia a credere che i casi siano correlati. Berlin fa del suo meglio per convincere Freddy e i suoi colleghi ufficiali dei suoi sospetti, ma Taylor, e il capo della polizia Citrine, rifiutano di credere che la mano trovata nella discarica sia in alcun modo collegata agli altri casi.
Dopo aver consultato i suoi ex colleghi a Los Angeles, Berlin scopre che nei quattro anni precedenti sei donne, la maggior parte delle quali cieche, sono state trovate morte o ancora disperse, il tutto nel raggio di 300 miglia da San Diego. Si convince che "Jennifer" è stata la settima vittima e la ragazza la cui mano è stata trovata nella discarica è "Jennifer 8" o "vittima #8". Mentre indaga sui legami tra le ragazze cieche morte e disperse, incontra Helena Robertson, una studentessa di musica cieca, determinando che la sua compagna di stanza Amber Stone, scomparsa da diverse settimane, sia l'ottava vittima. Berlin diventa ossessionato dal caso, nonostante una mancanza quasi completa di prove concrete, e diventa romanticamente coinvolto con Helena, che gli ricorda la sua ex moglie. Tuttavia l'ostilità e l'incredulità dei colleghi, che non si lasciano convincere dalle sue teorie, gli renderanno difficile il compito, tanto che sarà costretto a indagare da solo.
Dopo un attacco a Helena, Berlin intende andare a fondo della cosa aiutato da un poliziotto prossimo alla pensione, il sergente Ross, che lo accompagna in un picchettamento presso l'istituto in cui vive Helena, dopo aver lasciato Helena con Margie, la moglie di Ross. Quando vedono una torcia che brilla nel buio sullo stesso piano dell'appartamento di Helena, Berlin viene colpito dall'assassino e cade incosciente, mentre Ross resta ucciso dallo stesso usando la pistola di Berlin. Ne deriva un estenuante interrogatorio di Berlin da parte dell'agente speciale dell'FBI St.Anne. St.Anne chiarisce a Berlin che lo considera quale assassino di Ross, ma rivela anche inavvertitamente informazioni che aiutano Berlin a capire che il sergente Taylor è il vero assassino. Berlin dice a St.Anne e Citrine chi crede che sia l'assassino, ma le sue deduzioni sono rifiutate e Berlin rischia l'arresto ma viene salvato da Margie, che crede che Berlin non sia l'assassino.
Dopo aver pagato la cauzione, Berlin torna a casa di Margie solo per notare che Margie ha riportato Helena all'istituto. Temendo che Helena e Margie siano in pericolo, Berlin si precipita verso l'istituto, ma non riesce ad arrivare prima di Taylor, che insegue la donna che crede di essere Helena attraverso il dormitorio. Alla fine la raggiunge ma resta sconcertato nello scoprire che la donna che stava inseguendo è in realtà Margie, che gli spara e lo uccide, vendicando suo marito e chiudendo il caso.